# Vladimir Isakov
Pour les articles homonymes, voir Issakov.
Vladimir Viatcheslavovitch Issakov (en russe : Владимир Вячеславович Исаков ; né le 28 février 1970 à Pushkino, en RSFS de Russie) est un tireur sportif au pistolet de nationalité russe. 

## Sa vie
Il vit à Moscou et est marié. Il a deux enfants. 

## Sa carrière
Il est membre de l'équipe nationale de tir depuis 1991.
Il se classe quatrième des Jeux olympiques de Pékin 2008 en pistolet libre 50 m, mais à la suite de la disqualification du Nord-Coréen Kim Jong Su (alors médaillé d'argent), il passe à la troisième place, décrochant ainsi une médaille de bronze. 
En 2004 à Athènes, il avait décroché une médaille de bronze en 10 m pistolet air comprimé. 